# Validación lingüística
La validación lingüística es el proceso mediante el cual se investiga la fiabilidad, la equivalencia conceptual y la validez del contenido de las traducciones de los cuestionarios de los resultados percibidos por los pacientes (RPP) (en inglés: Patient-reported outcome, PRO).

## Metodología
Más comúnmente, la validación lingüística se refiere al proceso por el cual el texto traducido se verifica activamente con pacientes de la población objetivo y del grupo de la lengua de destino. El proceso se lleva a cabo a través de entrevistas cognitivas. Por ejemplo, si el cuestionario de los resultados percibidos por los pacientes (RPP) intenta medir los síntomas de la diabetes en un ensayo en Dinamarca, las entrevistas de validación lingüística se dirigirán a pacientes diabéticos de Dinamarca cuya lengua materna sea el danés. Este ejercicio asegura que la terminología empleada en la población objetivo es la adecuada, de fácil comprensión y bien expresada. El ejercicio es también una herramienta fundamental para demostrar la validez del contenido en comparación con la fuente. Durante la entrevista, los encuestados completan el cuestionario, y luego responden a una serie de preguntas abiertas sobre su contenido y explican lo que cada artículo significa usando sus propias palabras. Los resultados de este ejercicio de entrevista cognitiva deben por consiguiente reflejar la comprensión de la traducción por parte de los participantes. Se pueden realizar cambios transcurrida esta etapa si partes del significado en el texto fuente no se han expresado de forma clara en la traducción y/o no han sido entendidos por los entrevistados. El proceso también garantiza la coordinación o armonización multilingüe de las traducciones, al asegurarse de que las poblaciones objetivo de todos los grupos lingüísticos entienden el texto de la misma forma. En última instancia, esto permite que los datos cuantitativos de los resultados se puedan extrapolar a los grupos lingüísticos.  
Un método alternativo de llevar a cabo la validación lingüística es solicitarle a un médico clínico con experiencia en la población objetivo que revise el texto, asegurándose así de que el mismo es comprensible. El dominio que el médico clínico posee sobre la terminología y las frases usadas por el paciente objetivo puede ser provechoso a la hora de garantizar que la traducción refleja las palabras que emplearía la población objetivo. Algunos piensan que este paso es suficiente para validar la traducción de los RPP. Sin embargo, las autoridades competentes consideran más adecuado validar las medidas a través de las entrevistas cognitivas ya mencionadas directamente con la población objetivo siempre que sea posible, reservando las revisiones de los médicos clínicos para sus propios informes o para circunstancias especiales en las que el ensayo con la población objetivo se presente problemático.
Algunas compañías utilizan el término "validación lingüística" para referirse al proceso completo de traducción de las medidas de los RPP descritas en los "Principios de Buena Práctica", y en el informe del cuerpo especial de la Sociedad Internacional para la Investigación de Farmacoeconomía y Calidad (ISPOR),, incluso si este proceso no contiene entrevistas a pacientes o revisiones por parte de médicos clínicos. La metodología recomendada emplea traducciones dobles y creadas de forma independiente que se aplican a la lengua de destino, para luego combinarse en una "versión reconciliada" que incorpora lo mejor de ambas traducciones. Dos traductores independientes sin conocimiento previo del cuestionario original se encargan de retraducir (véase traducción inversa) la versión reconciliada o armonización. La traducción inversa o retraducción sirve de ventana a la versión traducida, de modo que el administrador del proyecto pueda evaluar si la traducción refleja con exactitud los conceptos medidos por el cuestionario de la fuente. Esta etapa se conoce como la revisión de la traducción inversa. Preferiblemente, será complementada con entrevistas a pacientes o una revisión por parte de un médico clínico.
Un proceso completo de validación lingüística que incluya una entrevista cognitiva es crucial para demostrar la validez del contenido en traducciones que se manejan, por ejemplo, en las presentaciones de la Administración de Medicamentos y Alimentos de los Estados Unidos (FDA).